# جوان كين
جوان كان (بالإنجليزية: Joan Kane)‏ هي كاتِبة وشاعرة أمريكية، ولدت في 1977.